# Мистецтво Удмуртії
Мистецтво Удмуртії

## Мистецтво

#### Поезія
Першими спробами авторського віршування удмуртською мовою були привітання Катерині II на честь її відвідин Казані в 1767 році та при відкритті Казанського намісництва в 1778 році, виконані, ймовірно, учнями під керівництвом Веніаміна Пуцека. Вони були перекладені з готового російського тексту. Цей досвід був продовжений Миколою Бліновим в перекладі уривку пушкінської поеми «Цигани» — «Птичка божия не знает…» (1867). В 1878 році був створений рукопис «Василий Александровлэн книшкаез» («Книжка Василя Олександрова») за проханням фінського вченого Торстера Амінофа під час його експедиції до удмуртів Казанської і В'ятської губерній. В рукописі містяться ритмічні організовані тексти народної словесності. З 1880 року регулярно з'являються записи творів усної народної поезії — Борис Гаврилов, Бернат Мункачі, Микола Первухін, Юр'йо Віхман, Григорій Верещагін. Першими опублікованими творами, створеними в жанрах поезії на національній основі, були вірш Григорія Верещагіна «Чагыр, чагыр дыдыке…»
(«Сизий, сизий голубок…», 1889) та балада Михайла Можгіна «Беглой» («Втікач», 1910).
Після революції з'являються збірки віршів Максим Прокоп'єва («Максимлэн гожтэмез» — «Написане Максимом», Оса, 1918), Михайла Ільїна («Кылбуръёс» — «Вірші», Єлабуга, 1921), Кузебая Герда («Крезьчи» — «Гусляр», Іжкар, 1922), Ашальчи Окі («Сюрес дурын» — «Біля дороги», Москва, 1925). Злет ліричних переживань був пов'язаний з романтичними надіями, які народ покладав на революцію, та з темами сумніву, хвилювання, що викликали реальний хід подій. Ліричний герой розумів революцію як межу, що відокремлює темне минуле від світлого майбутнього. Але в рішенні питання про те, як досягти цього майбутнього, поети розходились. Одні сприймали життя в його важко вирішуваних протиріччях — Кузебай Герд, Ашальчи Окі, М.Кельдов, І.Курбатов, Михайло Ільїн; інші думали, що закони дійсності вже пізнані і шлях до щастя прокладений. В ідейно-естетичній боротьбі 1920-1930-х років верх отримала нормативна естетика, яка передбачала створення позитивного героя з певними революційними якостями. Вона породила описову, риторичну, декларативну поезію, яка домінувала до кінця 1950-х років. Але всупереч культивованим естетичним установкам в ці роки була створена яскрава цивільна, патріотична, інтимна, пейзажна лірика — Михайло Петров, Гнат Гаврилов, Пилип Кедров. В романтичних традиціях написані поеми «Сани» Гната Гаврилова, «Італмас» Михайла Петрова. В 1950-1970-ті роки під впливом процесів демократизації та критики сталінізму проходить руйнація усталених штампів, поглиблення у внутрішній світ людини та освоєння на новому рівні народних традицій, отримує розвиток психологічна та філософська лірика. Про історичний та художній досвід народу пише Флор Васильєв. Складається розгалужена жанрова система лірики — філософська елегія, послання, лірична мініатюра, віршований цикл, вірші-роздуми, пейзажна пісні тощо. Відроджуються тверді форми віршів — сонет, тріолет, рондель, терцин, з'являється вінок сонетів.
Поетичний епос представлений баладами «Улон дун» («Ціна життя») Аркадія Клабукова, «Сирота нылпиос» («Сиротскі діти») І.Єремеєва, казками Григорія Верещагіна та Макчима Прокопьєва. В радянські часи розквітає жанр поеми в різноманітних її модифікаціях — соціально-лірична («Чагыр чын» — «Блакитний дим», «Завод» Кузебая Герда), агітаційно-політична («Дас ар» — «Десять років» Кузебая Герда), героїчна («Осотовецъёс» — «Осотовці» Афанасія Лужанина, «Ольгалэн быремез» — «Гибель Ольги» Гната Гаврилова, «Кырзан улоз» — «Пісня не вмре» Михайла Петрова), фольклорно-епічна (поеми про батирів, втікачів), соціально-філософська («Солдатъёс ке кошко» — «Коли уходять солдати» Миколи Байтерякова), історично-революційна («Визыл» — «Стрижень» Петра Поздеєва). В 1980-ті роки з'являється роман у віршах «Ошмес син» — «Джерело» Федора Пукрокова. Творчість поетів, які виступали в 1970-1990-ті роки, осмислюються як «жіноча лірика» (Тетяна Чернова, Людмила Кутянова, Галина Романова, Алла Кузнецова), міфологічна (Михайло Федотов, Р.Міннекузін, Віктор Шибанов), інтелектуально-культурологічна (Василь Ванюшев), натурально-філософська (Анатолій Леонтьєв) поезія. Класичні теми і жанри розвивають Анатолій Перевозчиков, Веніамін Івшин, Сергій Матвеєв та інші.

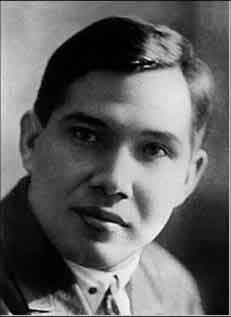
Кузебай Герд
Ашальчи Окі
Флор Васильєв
Микола Байтеряков
Михайло Федотов

#### Проза
Першими прозаїчними текстами удмуртською мовою були переклади Євангеліє від Матвія в 1823 і 1847 роках та пейзажні замальовки, представлені у вигляді перекладів в «Азбуці» Миколи Блінова 1867 року. Взагалі художніми розповідями, написаними російською мовою, є численні нариси Григорія Верещагіна «Вотяки Сосновського краю» (1884, 1886) та «Вотяки Сарапульського повіту В'ятської губернії» (1889), де вперше із уст представника корінної національності можна було дізнатись про побут удмуртів. В нарисах Верещагіна, як і у виданнях інших етнографів та фольклористів того часу, багато представлена удмуртська казкова та неказкова проза.
В першій чверті XX століття в удмуртській прозі отримуює розвиток сентиментально-романтична повість на релігійно-життєві, історичні та біографічні теми — «Три роки диявола возив» Івана Міхеєва, 1906; «Дитя хворого століття» Кедра Мітрея, 1911; «Мати» («Матрона») Кузебая Герда, 1920; «Кузь нюк. Шактыр Беглой» («Довгий лог. Втікач Шактир») І.Соловйова, 1928. Розквіт цього жанру пов'язаний з наростанням національно-визвольної боротьби та пробудження почуттів людської гідності, пізнанням самооцінки життя. В радянський час отримав розвиток жанр повісті та невеликого роману, де вирішувалась проблема формування людської особистості під впливом соціальних умов — «Пашка Педор» Івана Дядюкова (1925, 1939), «Катя» Пилипа Кедрова (1940), «Секыт зибет» («Важке іго») Кедра Мітрея (1929), «Вурысо бам» («Лице зі шрамом») Михайла Коновалова (1932). Петро Блінов в романі «Улэм потэ» («Жити хочеться») (1940) поставив проблему самовдосконалення особистості.
В 1920-ті роки народжується нарисова література, яка здійснила вплив на розповідь та направила її шлях вторгнення в соціальне життя і в той же час ілюстрації теорії класової боротьби, схематичних конфліктів та одноманітних рішень. Із загальною ідеологізацією та впровадженням соціалістичного реалізму література орієнтується на освоєння велико-масштабних жанрів — роману та циклу романів (дилогії, трилогії, тетралогії) — «Лöзя бесмен» («Лозинське поле») Григорія Медведєва, 1930—1936; «Лудзи шур дурын» («Біля річки Лудзінки») Трохима Архипова, 1945—1958; «Шудбур понна» («В ім'я щастя») Михайла Ляміна, 1950—1961; «Дыдыкъёс бус пöлы уг йыромо» («Голуби із шляху не збиваються») Семена Самсонова, 1961-1981; «Йыбыртты музъемлы» («Вклонися землі») Генріха Перевощикова, 1978—1986; «Вордиськем палъёсын» («В рідних краях») Гната Гаврилова, 1941-61. В 1920-1950-х роках публікуються історичні романи «Секыт зибет» («Важке іго») Кедра Мітрея, 1929; «Гаян» Михайла Коновалова, 1936; «Вуж Мултан» («Старий Мултан») Михайла Петрова, 1954, в яких поставлені проблеми національного пробудження удмуртів та назрівання революційних настроїв. Разом з тим в романах знайшли відображення надмірно соціологізовані погляди авторів та історію.
В 1950-1980-х роках, в основному через творчість Г.Красильникова, відбувається поворот до дослідження людських взаємовідносин, відтворюються яскраві національні характери. Досягає художньої досконалості розповідь — «Куиньмой чоже» («Очікування»), «Кошкисез мед кошкоз» («Той, що йде, нехай йде») Геннадія Красильникова, «Витетиез комната» («П'ята кімната»), «Чырс аръян» («Кислий ар'ян») Романа Валішина, «Дор» («Джерело») Петра Чернова. Жанрова система прози збагачується повістями з детективними та пригодницькими сюжетами — «Тугаськем бугор» («Нічний дзвінок»), «Вужер» («Тень»), «Выжыкыл öвöл та» («Це не казка») Семена Самсонова. На перший план виходять повісті та романи з повчальною проблематикою — «Öтьымтэ куно» («Незваний гість»), «Казак воргорон» («Вільний козак»), «Сизьылысен тулысозь» («От весни до осені») Петра Чернова, «Кырзамтэ кырзан» («Неспівана пісня») Григорія Данилова.
В 1980-1990-х роках створюється белетристична література, яка відображає різні сторони національного життя — повісті Кирила Ломагіна, Н.Куликова, Н.Білоногова, Семена Шихарева, романи Євгенія Самсонова, Олександра Волкова, Трохима Архипова, Семена Самсонова, документально-художня проза Леоніда Ємельянова, К.Куликова, Германа Ходирєва, Віктора Широбокова. В жанрах ліричних сповідань, кримінальної повісті, «повісті про дитинство» ведуть творчий пошук В'ячеслав Сергеєв, Олег Четкарьов, П.Куликов. Традиції В.Шукшина в замальовках сільських типів освоює Никвлад Самсонов.

Трохим Архипов
Кедра Мітрей
Семен Самсонов
Гнат Гаврилов
Геннадій Красильников

#### Драматургія
Перші п'єси, створені в кінці XIX століття та першій чверті XX століття носили повчально-дидактичний та агітаційно-просвітницький характер — «Той, що похмеляється», «Ловелас» Григорія Верещагіна, «Эн лушка» («Не кради») Івана Міхеєва, «Люгыт сюрес вылэ» («На світлу дорогу») Кузебая Герда, «Удмурт сюан» («Удмуртське весілля») Данила Майорова. В 1920-ті роки в їхньому дусі з'явилось близько 30 п'єс Марії Баженової, Є.Єфремова, О.Жомбо, Олександра Сугатова, Костянтина Яковлева, Михайла Тимашева. До рівня удмуртського читача адаптувались переклади п'єс Олександра Островського, Льва Толстого та інших. Своєрідну романтичну лінію в перші роки розвитку прози представляв Кедра Мітрей п'єсами «Эш Тэрек», «Идна батыр», «Калгись» («Подорожуючий»), «Обокат» («Адвокат»). В жанрі водевілю написана п'єса «Іванов» Михайла Тимашева. З реалістичними драмами виступили П.Соклов («Бугыръяськисьёс» — «Бунтуючі») та Михайло Петров («Батрак»).

Степан Широбоков

Новий етап в розвитку драматургії настав з відкриттям Удмуртського драматичного театру в 1931 році. Його репертуар складався з п'єс, створених на злободенні теми, і п'єс, сюжети яких були тісно пов'язані з національною історією, звичаями та обрядами. Багато драм створювались в ході виконання соціального замовлення і тому один за одним слідували п'єси про долі жінки («Аннок», 1944, «Груня Тарасова», 1937 Гната Гаврилова), про проблеми інтелігенції («Чагыр синъёс» — «Блакитні очі» Гната Гаврилова, 1936), про героїв Громадянської війни («Азін» Гната Гаврилова, 1938). В драмах на сучасні теми розроблялись класові конфлікти, пов'язані з колективізацією, з'являлись живі характери, хоча не була взята схематичність розв'язок, яку мають п'єси-агітки 1920-х років. Найбільш життєздатною видалась драматургія, пов'язана з етнографічно-фольклорною та історичною основою («Кезьыт ошмес» — «Холодний ключ», 1936, «Камит Усманов» Гната Гаврилова, 1945, «Тыло вöсь» — «Вогняне моління» Василя Садовникова, 1938; «Зибет зурка» — «Іго здригується» Михайла Петрова, 1936).
Пізніше створювався яскравий кольоровий театр, оснований на народній драмі. Ця лінія в драматургії стала продуктивною, і в наступні роки народжувались п'єси, які мали у глядача особливий успіх («Сюан» — «Весілля» Василя Садовникова, 1946; «Жингрес сизьыл» — «Дзвінка осінь» Гната Гаврилова, 1968). В післявоєнні роки найбільшої популярності мали водевіль Василя Садовникова «Меч яр дурын» («На крутому березі», 1953), лірична комедія Василя Садовникова та Михайла Троніна «Тулкымъяське лыз зарезь» («Хвилюється синє море», 1952), п'єса-казка Василя Садовникова «Пöртмаськись туш» («Чарівна борода», 1949), ліричні комедії Степана Широбокова «Яратон ке öвöл» («Коли нема кохання», 1961), «Ой ти, чебер нылъёс» («Ой ви, дівчата-красуні», 1972). Пройшовши шлях від драми ситуації до драми характерів, звільняючись від ідеологічного диктату та тематичної заданості, удмуртська драма 1960-х та наступних років освоювала сучасність, вбираючи в себе складні та заплутані конфлікти, пропонуючи неординарні психологічні рішення та підходи до глибоких соціально-філософських узагальнень — п'єси Єгора Загребіна «Асьмелэн со одиг» («Наша єдина», 1980), Анатолія Григорьєва «Лысву
сямен уг тöл¢ы синкыли» («Сльоза не спадає як роса», 1985). На новому рівні розробляється історична тематика — (П.Захаров «Эбга», 1996; Егор Загребін «Эш Тэрек», 1997).

#### Сатира
Удмуртська сатира складалась у формі притч та байок, написаних в прозі із запозиченими у російській літературі сюжетами (Іван Міхеєв), повчальними розповідями, створених на основі народних байок, — мадёс (Григорій Верещагін), соціально-облицьованими віршами (Гаврило Прокоп'єв), маленьких одноактних п'єс, генетично зв'язаними з діалогами та анекдотами, які побутували в усній сфері (Ашальчи Окі, Айво Іві). В 1920-ті роки широке поширення отримують частівки — такмаки (Айво Іві), легкі перекази — капчи кылбуръёс (Петро Усков, Олександр Ерік, Езель Мачи), фейлетони та пелеєтони (Аркадій Клабуков), дружні шаржі та епіграми (Михайло Коновалов, І.Курбатов), віршовані памфлети (Кузебай Герд), сатиричні розповіді (Костянтин Яковлев), комедії та водевілі (Михайло Тимашев). Сатира проникла і в реалістичні жанри літератури; у великих розповідних жанрах створюються комедійні типи дідів-балагурів та гострословів (Кузьпінь Ванюрка, Омель, Кімі, Чупирги Вася, Габі Ладьок), з'являються цикли розповідей з героєм-соціальною маскою (розповіді Аркадія Клабукова про Локан Петира).
В 1930-1950-ті роки в жанрах віршованих памфлетів (Андрій Бутолін), байки (Афанасій Лужанин), памфлета-казки (Віктор Широбоков), фейлетона у віршах (Михайло Петров) піддаються висміюванню різні соціальні типи. Розвиток удмуртської сатири в 1960-1990-х роках пов'язане з організацією смуги «Шöкыч» («Шершень») на сторінках республіканської газети «Радянська Удмуртія», з відкриттям журналу «Инвожо», з виданням збірок творів молодих авторів. З'являються нові різновиди жанрів сатири. У віршованій поемі (Анатолій Уваров), короткій розповіді (Анатолій Ушаков, Анатолій Григор'єв), гумористичному словнику (Ф.Суворов) та афористичних діалогах (Кирило Ломагін) в пародійній формі виступає інший бік життя.

#### Дитяча література
«Колискові пісні» Григорія Верещагіна, а також переклади на удмуртську мову розповідей Д.Ушинського та Льва Толстого на межі XIX–XX століть склали перші сторінки удмуртської дитячої літератури. Вона носила релігійно-просвітницький, повчально-дидактичний, агітаційно-політичний, науково-популяризаторський характер, відчувала вплив жанрів російської літератури — релігійно-життєва повісті «Пичи Петыр» («Маленький Петро») Івана Яковлева, «Володя» Костянтина Яковлева, «Пересь Катьырна» («Стара Катерина») Кузебая Герда, повчальна притча «Тараканъёс» («Таргани») Аркадія Клабукова, плакатно-схематичні твори (п'єси Данила Майорова, розповіді Івана Дядюкова та Михайла Коновалова) та наукові нариси (розповіді Михайла Прокоп'єва).

Володимир Романов

На 1920-1950-ті роки приходиться розквіт літератури для дітей дошкільного та молодшого шкільного віку, яка розкривала теми праці, подвигів та дружби народів (вірші та поеми Кузебая Герда, Пилипа Александрова, Тимофія Шмакова, Аркадія Клабукова, п'єси Гната Гаврилова, Василя Садовникова, розповіді Віктора Широбокова, Григорія Сімакова). В роки Другої світової війни та після неї Михайло Петров створив цикл військових розповідей, видав в 1975 році в перекладі на російську мову книгу «П'ятеро безстрашних». Дитячий поетичний епос для молодшого шкільного віку представлений поемою Аркадія Клабукова «Тютю Макси» («Гусята та Максі», 1935), казкою Афанасія Лужанина «Тырмостэм кион» («Ненаситний вовк», 1945), розповіддю Василя Гаврилова «Зарни бугоръёс» («Золоті клубочки», 1945).
В 1960-1990-х роках в удмуртські дитячій літературі з'являються повісті з пригодницькими сюжетами на історично-революційні теми — «Сюрес усьтиське мынисьлы» («Дорогу посилить йдущий») Анатолія Леонтьєва, 1995; «Кам вадьсын гудыръя» («Над Камою гримить гроза») Семена Самсонова, 1969; теми вірності батьківським заповідям та вічним людським цінностям — «Можай тыпы» («Можайский дуб») Аркадія Клабукова, 1982; підростанню підлітків — «Дитинство Матвія Гондирєва» Петра Чернова, 1980. Світ раннього дитинства з його поетичними виставами, очікуваннями та дивами знаходить відображення також у творах Германа Ходирева, Володимира Романова, І.Іванова, Веніаміна Івшина, Вл. Михайлова, В.Кириллова. Дитяча драматургія представлена п'єсами Аркадія Клабукова, Лазаря Перевощикова, Гната Гаврилова та Івана Данилова.

### Архітектура

#### До XVIII століття
На кінець 1-го тисячоліття на території Удмуртії зародились прообрази традиційних форм народної архітектури (куа, корка, кеноси). Її здавна відрізняли виразність об'ємів, раціональність планування, сміливе використання природних вигинів дерева, органічна вписаність в природне середовище. Планування звичного удмуртського поселення кар (гніздо) було гніздовим, вільним, без яскраво виражених ритмічних акцентів. Пізніше народна архітектура ускладнювалась в композиційному та декоративному відношеннях. Особливо активно з середини XVI століття на території Удмуртії з'являлись перші російські села і удмурти переймали нові будівельні, планувальні та орнаментальні рішення.
В останні століття ансамбль удмуртської селянської садиби досяг композиційної досконалості. Будинок (корка) та зерносховище (кенос) обмежували двір з двох боків. Глухий торець кеноса був обернений на вулицю, придаючи ансамблю садиби своєрідний фортечний, замкнений характер. Кенос стали будувати двоповерховим, а іноді багаточастинним, довгим. Внутрішній простір його трансформували за допомогою пологів, використовуючи як літню спальню. Оригінальністю архітектурних рішень відрізнялись родові молільниці быдзым куа, які будувались серед священних гаїв в суворих аскетичних формах. Використовувались також і безцвяшні конструкції. Приблизно 1550 року в селі Кримська Слудка була зведена перша в Удмуртії парафіяльна церква — дерев'яна, шатрова, на честь Архангела Михаїла. Культове зодчество, високе та досконале, впливало на інші, нижчі види архітектури.

#### XVIII століття
Російська колонізація Прикам'я обумовила інтенсивність та різноманітність будівельних робіт. Влітку 1707 року в Сарапулі була зведена перша дерев'яна фортеця з церквами (її зображення увійшло в герб міста). Подібна в архітектурному відношення, але менша фортеця була в селі Каракуліно. Вони відносились до Прикамської смуги укріплень і створювались в традиціях древньо-російського зодчества. Всі будівельні роботи довгий час велись без проектів — за згадками про вказані макети, закріплені письмово або примітивними малюнками. Креслення вперше згадується при будівництві дерев'яної церкви в селі Єлово в 1741 році. Це перша в Удмуртії церква в удмуртському селі. Одночасно з християнізацією і як наслідок повсюди впроваджувалось прогресивне вуличне регулярне планування сіл, що вело до формування навколо церков ансамблів майданів, а також орієнтації магістралей на вертикалі храмів. На початку XIX століття закріпились типи зрубних брам та численних брам з псевдостворами. Удмуртські та російські селяни досягли високої майстерності при будівництві вітряків та водяних млинів. З середини XIX століття в народній архітектурі все частіше почали використовувати пропилене різьблення та фігурну обшивку. У зв'язку використанням креслень та появою спеціалістів, постійно зайнятих проектуванням, зароджується професійна архітектура.
Традицій кам'яного будівництва в лісовій Удмуртії не було ні у удмуртів, ані у росіян. Таке будівництво стимулювала лише подальша християнізація, і йшло воно в рамках вятського бароко. Одна з перших кам'яних будівель — Преображенська церква в селі Мазуніно, збудована в 1743 році, але пізніше перебудована. З 1780-х років більшість будівель для Удмуртії проектував Ф. М. Росляков. На початку XIX століття поодинокі кам'яні житлові будинки та промислові будівлі стали з'являтись і в містах. Пізніше дерев'яні церкви все частіше замінювались кам'яними на тих же місцях. До середини XIX століття виникли ансамблі кам'яної житлової забудови в центрі Сарапула. У всіх містах та деяких селах стали діяти цегляні заводи.

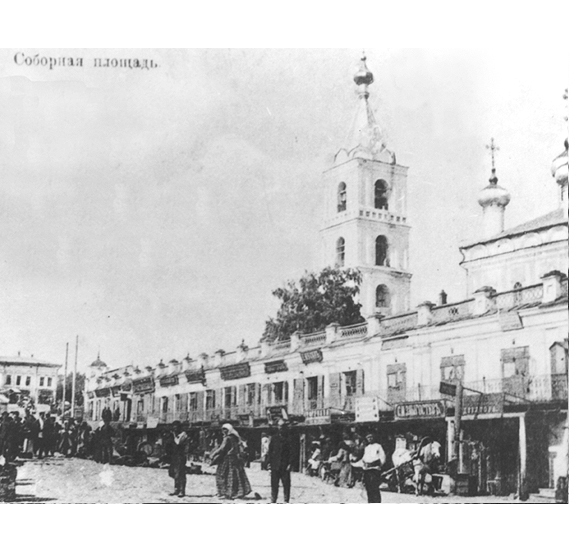
Соборна площа перед Вознесенський собором в
місті Сарапул (фото 1910 року)

Першим та основним фактором забудови міст для Удмуртії стало промислове освоєння краю. З кінця 1750-х років тут затверджується містобудівний тип уральського міста-заводу. Деякі з них (Воткінськ та Іжевськ) стали культурно-економічними центрами краю. Їх обов'язкові містобудівні елементи — гребля, передзаводський майдан із собором та конторою, генеральський дім, шпиталь. За іншим типом та з іншим набором архітектурних об'єктів формувались повітові центри, які отримали права міста — Сарапул розвивався як місто-фортеця, а пізніше як торгове перевалочне місто, відкрите до річки своїми головними торговими площами; Глазов, спланований за типом ідеального міста епохи Просвіти, в основі плану якого зображення божественного ока (воно увійшло і в герб міста).
Поряд з приїжджими з Вятки та Петербургу зодчими (Ф. М. Росляков, І. Лем), на території Удмуртії в XVIII століття працювали також і місцеві будівничі, які фактично здійснювали функції архітекторів та містобудівників (П.Волков, Я.Ромадин, А. С. Москвин). Діяли і в'ятська династія майстрів кам'яної справи Горинцеві. Найбільші архітектори дореволюційної Удмуртії — С. О. Дудін та В. Н. Петенкін, представники прикамської гілки школи А. Д. Захарова, архітектурні та містобудівні ідеї яких розвивались в рішеннях заводських корпусів, соборів, майданів.

#### XIX століття

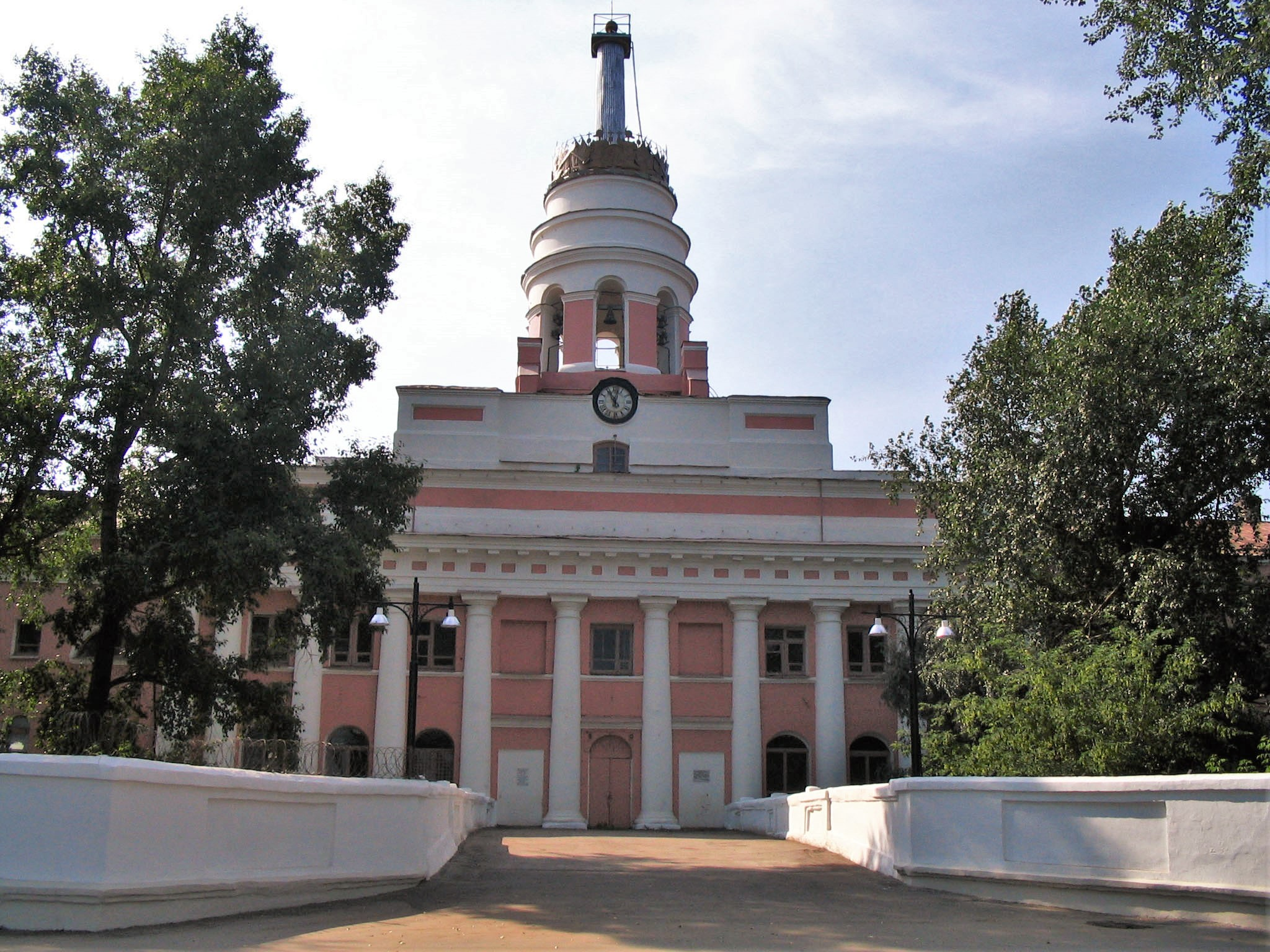
Головний корпус ІМЗ в місті Іжевськ (1815)

В першій половині XIX століття в Удмуртії стали працювати й інші випускники художніх академій, переважно архітектори. Найкращі витвори архітектури уральського класицизму були створені в Іжевську. Це головний корпус зброярського заводу — найбільша на той час в Росії виробнича та перша багатоповерхова будівля, яка відрізнялась також новаторською організацією технологічного циклу по вертикалі (1808—1815 роки, з подальшими перебудовами, архітектор С. О. Дудін, інженер А. Ф. Дерябін). Оригінально та вдало сплановано П-подібний Арсенал з прийомним корпусом у дворі (1803—1827 роки, архітектор С. Є. Дудін, за участі А. Д. Захарова). У Воткінську — це головний корпус залізоробного заводу, трьохосьовий баштовий ансамбль у формах російського класицизму (1828—1832 роки, архітектор В. Н. Петенкін). В 1840 році поряд з ним на греблі був відкритий перший в Удмуртії монумент — «Пам'ятник-якір» з декоративною огорожею (архітектори В. Н. Петенкін та В. І. Романов). В містах-заводах в першій половині XIX століття широко використовували індивідуальні та еталонні проекти будинків майстрових та чиновників — А. Д. Брикін, А. П. Бєлянінов, К. І. Вагнер, С. О. Дудін, В. Н. Петенкін. Житлове середовище набувало стильової єдності, мотиви класицизму широко переходили в народну архітектуру.

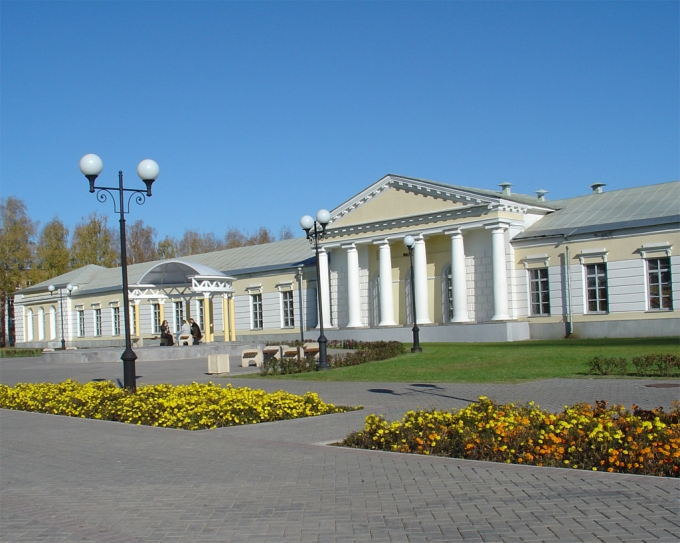
Іжевський арсенал (1827)

Культові будівлі в цей період частіше за все проектувались заводськими архітекторами в стилі уральського класицизму, але з деякими рецидивами в'ятського бароко. Саме храми були найважливішими, а частіше за все і єдиними витворами професійних архітекторів в селах Удмуртії — Мостове, Нечкино, Можга, Чутир, Сада, Виїзд, Старий Мултан. Особливими були храми С. О. Дудіна в селах Данилово, Мазунино, Вавож. Ці храми часто розширювались, отримуючи дзвіниці та інші добудови, але завжди залишаючись композиційним центром села, еталоном його забудови. Тимчасові дерев'яні храми по мірі руху християнізації замінювались на кам'яні. Лише вони у сприйнятті активних парафіян найбільш відповідали ідеям релігії. Але це вже були нові стилі — візантійський та російський. Російський стиль розвинув І. А. Чарушин у проекті Михайловського собору в Іжевську (1896). Цей стиль наприкінці XIX-на початку XX століть відмітився також в храмах сіл Сосновка, Василівське, Удугучин, Сюрсовай, Сям-Можга, Ігра, Перевозне та інші.

#### XX століття
На початку XX століття в забудову Удмуртії стали включатись побудови модерну, неокласицизму, необароко та неовізантійському стилі. Все це утворило еклектичні, але живописні та людські ансамблі, найбільш багато представлені в місті Сарапул. Впроваджувались нові типи промислових та суспільних будівель, які відповідали зростаючим економічним та соціальним потребам капіталістичної епохи — банки, клуби, гімназії, міські думи, корпуси для парових машин та турбін, мартенівські цехи, народні будинки. Біли засвоєні прогресивні металоконструкції, які принципово змінювали вигляд новобудов. В той же час забувались традиції гармонійного формування середовища, характерні для класицизму. Порушувались і екологічні вимоги. Народна дерев'яна архітектура в передреволюційний підйом зазнала підйому. Довгі кеноси прикрашались ажурними галереями, удосконалювались млини, селянські садиби складались з багатьох частин. Склався й тип заміських дач. Різьблення на будинку відрізняли орнаментальна щедрість та технічна різноманітність, особливо на півдні Удмуртії.
В перші роки радянської влади поступовий розвиток архітектури пригальмувався. Будувались лише бараки, добудовувались та перебудовувались старі будівлі. Але йшла й наробка перспективних ідей (Г. Ф. Сенатов розробив проект будинку-саду з Палацом робітників в 1920 році), визначались нові типи будівель та конструкцій. Небагато капітальних об'єктів 1920-х років (школи, цехи) створювались в дусі неокласицизму та модерну. У зв'язку з процесами розкуркулення та атеїзації поступово змінювався вигляд сіл — зникли кеноси (особливо довгі), млини, куали, дзвіниці. Майже всі храми, а це близько 300, були розкрадені, потім безповоротно змінені або повністю знищені. Цей процес був активним в 1937—1960 роках. В результаті забудова Удмуртії втратила найяскравіші композиційні вузли та ритмічні акценти. Вони так і не були потім доповнені рівноцінними витворами радянської архітектури. А в селах після знищення храмів практично нічого більше не будувалось за індивідуальними проектами професійних архітекторів. В першу п'ятирічку повсюди в Удмуртії затвердився кутовий аскетичний стиль конструктивізму — П. В. Арцимович, О. Н. Богданова, Т. Е. Герстфельд, Г. А. Гусєв, К. Я. Захаров, З. Н. Миронова. Він мав певні досягнення в Іжевську, особливо в промисловій архітектурі. Впроваджувались великі засклення, покращувались умови праці, удосконалювались комунікації. Вперше стали створюватись великі містобудівні проекти, причому на основі глибоких наукових прорахунків. Архітектори ще відчували себе художниками, творцями, беручи участь в створенні виробничого монументального мистецтва.

### Образотворче мистецтво

#### До XIX століття
Народне мистецтво Удмуртії представлене в основному двома рівнозначними напрямками — удмуртським та російським. Їхній розвиток відбувався паралельно, індивідуальними шляхами, але взаємно переплітаючись по мірі розвитку суспільства. Перша гілка має в Удмуртії найдревніші корені та представлена ткацтвом, вишивкою, в'язанням, художньою обробкою деревини; у удмуртів — це виключно селяни. Друга, значно менш вивчена гілка, — мистецтво росіян, в тому числі народне робітниче мистецтво. Будучи пов'язаним із загальнов'ятською традицією та уральською гірничозаводською культурою, російське народне мистецтво розвивалось в повітових містах, містах-заводах та великих селах Удмуртії. Окрім всіх тих видів, що вже були відомі удмуртським селянам, а це живопис, художнє литво та гравіювання на металі, скульптурна різьба, художнє виробництво скла, мереживне плетіння, певного розвитку отримало в Удмуртії і татарське народне мистецтво.
Народне мистецтво удмуртів відрізняється тонким розумінням композиційної цілісності та кольорової гармонії, досконалим відчуттям краси матеріалу та доцільності форми виробу, любові до геометричних орнаментів. Вони часто мають значення оберегів, виходячи від зарубок на дереві та мотивів праудмуртського пермського звіриного стилю. Кольорова гама аскетична, в древності частіше чорно-біло-червона, що походить від квіток дерев — об'єктів поклоніння (ялина, береза, сосна). До XIX століття зберігались металеві та дерев'яні різьблені вироби, а також примітивні зображення (ляльки) богів з рогами, бородами з трав тощо. Особливою художньою виразністю вирізняються тканини та костюмні комплекти удмуртів, що вичерпно вивчено етнографами та мистецтвознавцями.
Все мистецтво Удмуртії до XVIII століття було пов'язане з творчістю народних майстрів. Лише поширення християнства та індустріальне освоєння краю, яке рухалось слідом, обумовили виникнення місцевих професіональних художників. В Удмуртії не було традиції живопису, але необхідність прикрашення нових храмів викликала формування кадрів майстрів іконопису. Їхню поступову професіоналізацію полегшувало суворе дотримання православних канонів та прорисів. Потребами християнського культу викликана також поява художнього литва (дзвони, культові посудини, капітелі, оклади, хрести, огорожі) та багатого шиття (одяг ієреїв, покрови, пелени). Все це відображалось і на удмуртському народному мистецтві. В умовах змішаного розселення взаємовплив в художній сфері був неминучим. Для мистецтва Удмуртії, яке створювалось народними професійними майстрами, більше значення мало також і впровадження ордерних форм, яке почалось в XVIII столітті, що так чи інакше придавало мистецтву ансамблеву єдність.

#### XIX століття

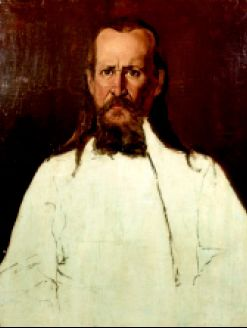
«Портрет ігумена», Беркутов А. П., 1873

Перший розквіт самобутньої художньої культури міст-заводів припав на першу половину XIX століття, коли там працювали 18 архітекторів та художників, випускників петербурзьких художніх академій, а також в'ятські, пермські майстри та іноземні художники. Завдяки цьому у мистецтві затвердились наступні види та жанри — парадний живописний портрет, багатоярусний різьблений іконостас, поліхромна скульптура, індустріальний дизайн, пейзаж. В графіці, живопису, монументальному та декоративно-прикладному мистецтві отримали розвиток героїчні та тріумфальні мотиви, обумовлені перемогою у франко-російській війні 1812 року. Систематичне навчання малюванню вперше в Удмуртії почалось в гірничій школі міста Воткінська, де викладали випускники петербурзьких художніх академій В. А. Вальков, Я. О. Дудін, Ф. Ф. Чернявський, П. І. Федоров та В. Т. Винокуров. Заводські архітектори С. О. Дудін та В. Н. Петенкін, а також кресляр П. С. Трубенков працювали в жанрі графічного пейзажу. В області протодизайну працювали С. О. Дудін, Д.Карр, В. Н. Петенкін, в декоративно-прикладному та монументальному мистецтві — В.Гольденфаг, І.Калмер, Г. та М.Пономарьови, К. А. Пост та В. І. Романов. Із середини XIX століття роль художнього центра поступово переходить до Сарапулу, де працювали іконописні майстерні, в тому числі і при монастирях, та професійні живописці А. П., В. П. та П. П. Беркутові. Особливо велике значення мала картина А. П. Беркутова «Вотяк та вотячка з гуслями в своїй хаті на дозвіллі» (1892). В Іжевську живописом займався І. Н. Сітников, в Глазовському повіті — У.Свиньїн, А. Н., В. Н. та С. Н. Чистосердови.
Організація перших друкарень (у Сарапулі в 1866 році, в Глазові — 1867, в Іжевську — 1875), видання перших книг та іншої продукції стимулювали становлення книжкової та друкарської графіки (В. І. Порфир'єв). Помітні досягнення в скульптурі та монументальному мистецтві — П. П. Кісельов, Ф. А. Корольов, І. Т. Коковихін, І. Н. Сітников. Перші аматорські спектаклі в Іжевську та Сарапулі викликали підйом театрального живопису. Деяке значення мала творча робота на території Удмуртії І. І. Шишкіна, Н. А. Ярошенка, А. А. та П. А. Сведомських. В 1880-ті роках бере початок воткінське художнє литво, створюється Іжевська школа художньої обробки металу (Л. І. Серєбров). Були засновані артілі ремісників. Вивчення та пропаганду російського і удмуртського мистецтв почало вести земства, в тому числі через В'ятський губернський комітет з дослідження та покращення ремісничої промисловості. Були організовані столярні, ткацькі, мереживні курси, класи, майстерні. Народні майстри стали показувати свої роботи на повітових, губернських та всеросійських промислових та художніх виставках. Удмуртське ткацтво та вишивка набули поліхромності. Освоювались нові орнаменти, матеріали, техніки, інструменти (анілінові фарби, самопрядки, прориси). В Можзі з кінця XIX століття сформувалась Можгинська школа художнього виробництва скла.

#### Перша половина XX століття
В передреволюційні роки збільшилась кількість професійних живописців — Н. Л. Андронов, А. В. Биков, Г. А. Гришин, Я. Г. Лукін, А. А. Першаков, В. А. Потеряєв, В. А. Рогачов та Є. М. Чудинов. Для координації творчості художників мала значення організація в 1909 року В'ятського художнього гуртка. Удосконалювалось графічне мистецтво — Я.Васильєв, Єрмолов. В роки Громадянської війни особливий підйом отримала агітаційна графіка: Варфоломеєв, С. П. Ковальов. М. Г. Ременников. Вперше в історії Удмуртії виконувались розписи не культового, а політичного змісту — в клубах комуністів та III Інтернаціоналу в Іжевську. В графіці та монументальному мистецтві затвердилась нова символіка, особлива експресія та узагальненість, близькі авангардистським напрямкам радянського революційного мистецтва. Творчий злет отримало театрально-декоративне мистецтво. Першотравневі свята 1921 року вперше були проведені в Іжевську в театралізованій карнавальній формі за участі 2000 акторів. Маски, лозунги, плакати, значки, макети створили учні художньої школи Пролеткульта під керівництвом С. П. Ковальова (загальна сценографія А. Ф. Козочкина та Ф. Ф. Версальського). Впливу на розвиток сценографії в Удмуртії надала книга В. С. Смишляєва «Теорія обробки сценічного видовища» (Іжевськ, 1920).
Виникли художні школи та ізостудії в містах Сарапулі (1918, керівник — М. Г. Ременников), Іжевську (1919, при Пролетаркульті), Воткінську (1919, при червоноармійському клубі), Глазові (1920, при червоноармійському клубі, керівники — Чистосердови). В 1921 році в Глазові створені обласні художньо-виробничі майстерні, при яких вперше намагались об'єднатись художники регіону. З 1923 року велику роль відігравала художня студія Центрального клубу металістів в Іжевську (керівник — М. І. Коркін, М. О. Косолапов, І. М. Ходирєв). Розвивались живописний портрет (М. В. Балагушин) та сюжетно-тематична картина (П. Н. Герасимов, М. О. Косолапов). Однак найбільшого розвитку в 1920-ті роки набув пейзаж — С. В. Кадишников, П. М. Квятковський, Д. Ф. Ладейщиков, К. Є. Максимов. У зв'язку з будівництвом спеціалізованих залів змогли висунути нові принципи вирішення сценічного простору художники театру (Авдеєв, С. В. Александров, Г. Ю. Векшин, Н. Н. Гулевич, А. А. Камський, І. П. Котовщиков, В. М. Назаренко, Ю.Пікалов, Н. Г. Попов, К. І. Тархов). Високий рівень відмічав станкову та особливо журнально-газетну графіку — С. П. Ковальов, М. І. Коркін, М.Нельзин, А.Палуєв, В. А. Петров, А. А. Потапов, М. С. Скобелкін, В. І. Тихановський.

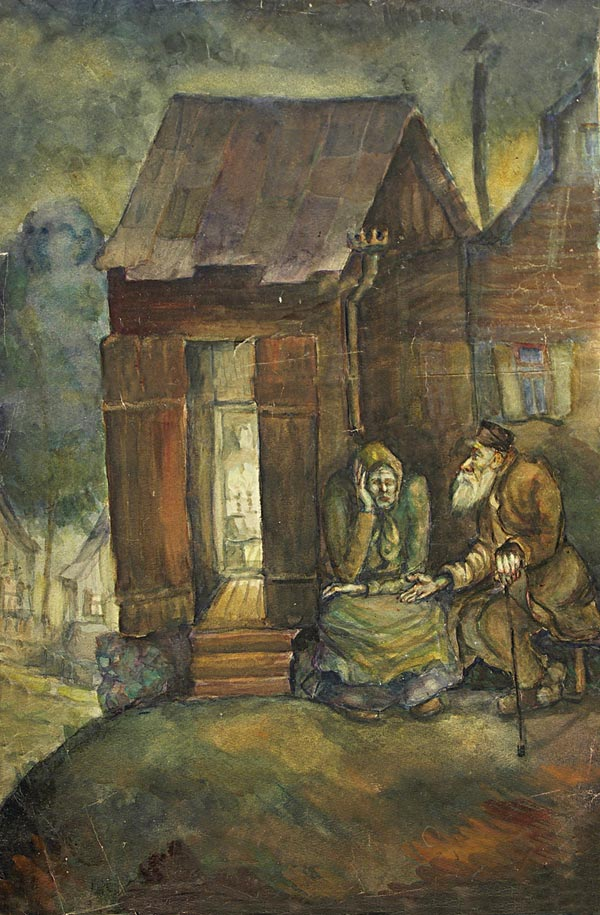
«Містечко», Сулімо-Самойло В. А., 1930-ті

Передвоєнний період в цілому відмічався становленням художньої освіти та формування національної творчої інтелігенції, розквіт народної та самодіяльної творчості, активізацією виставкової діяльності. Розмах був великим, але рівень майстерності ще не досить високим. Найважливішими художніми центрами Удмуртії стали Іжевське художнє училище та товариство «Удмуртхудожник» (пізніше відділення Художнього фонду СРСР). В 1940 році стало можливим об'єднати в Спілку художників Удмуртської АРСР 9 авторів, в основному напівсамодіяльних. В роки Другої Світової війни лише в Іжевську пройшло 5 художніх виставок. Значення мала діяльність евакуйованих майстрів — В. А. Малишев, В. А. Сулімо-Самойло, В. І. Фролов. Пішли на фронт Н. М. Галанов, Ф. І. Іванов, В. Г. Самарін, А. М. Сенілов, що знайшло потім своє відображення в їхній творчості. В післявоєнні роки в мистецтві Удмуртії наростали класицистичні натуралістичні риси. Особливу увагу надавали картині, але вагому роль продовжував відігравати пейзаж. Проблематично йшло розмежування професійного та самодіяльного зображального мистецтва. Серед ведучих майстрів живопису — В. А. Жарський, Ф. В. Іванов, А. М. Сенілов, Д. В. Ходирєв; скульптури — М. Х. Тутинін; театрально-декораційного мистецтва — Г. Ю. Векшин, А. Ф. Фокін; декоративно-прикладного мистецтва — Л. М. Васєв.

#### Друга половина XX століття
Головними стимулами до розвитку мистецтва Удмуртії стали відкриття художньо-графічного факультету в УДПІ (1959) та включення його в художню зону «Велика Волга» (1960). Була закладена основа для комплексного та відносно рівномірного розвитку всіх пластичних мистецтв. В станковому живопису працювали С. М. Виноградов, І. С. Горбунов, О. Є. Ложкін, М. Я. Попов, Б. А. Постников, Г. О. Рєпін, П. С. Семьонов, О. П. Холмогоров, С. Т. Циркін; в графіці — Г. Г. Верещагін, І. Н. Нурмухаметов, І. Г. Споріус, Р. К. Тагіров, В. Н. Тупченко; скульптурі — Б. К. Волков, В. А. Табах; сценографії — Г. Ю. Векшин, В. І. Векшина, Т. М. Швец; декоративно-прикладному мистецтві — В. М. Бєлобородов, Л. М. Васєв, В. К. Галанов, В. Г. Жуйков, А. А. Лекомцев, Е. Л. Созіна, О. С. Солонінов. Зародилась місцева художня школа та заглибились пошуки національної самобутності мистецтва.
В 1970-ті роки професійне мистецтво Удмуртії вперше вийшло на всесоюзну та міжнародну сцену. Інтенсивний розвиток отримала виставкова діяльність. Зароджувалась мережа художніх шкіл та студій. В 1971 році пройшов 1-й з'їзд художників Удмуртської АРСР. Вагому роль відігравали портретний жанр (А. П. Холмогоров), та сюжетно-тематична картина (П. С. Семьонов). Із регіонального удмуртського живопису все визначнішим ставало явище російського мистецтва. Зросла зацікавленість художників до етнографічної достовірності картин. В період творчої зрілості увійшли живописці нового покоління — І. С. Бехтерєв, П. В. Йолкін, В. Б. Кононов, Ф. П. Матанцев, В. І. Михайлов, А. Т. Руських, Є.Є, Скобелєв. Прихід молодих професійних авторів обумовив розвиток графіки — станкової (В. І. Веретенников, А. Д. Кокорін, В. П. Любарець, В. Н. Олюшин, Є. Н. Русанов), книжкової (М. Г. Гаріпов, А. А. Кузьмин, В. В. Окунь, А. Г. Олін), плакату (І. І. Шан). Зміна поколінь проходила також і в театрально-декораційному мистецтві (А. Н. Абрамов, В. Л. Бєлих, В. Г. Герасименко, Б. В. Науменко), скульптурі (А. Є. Аникін, З. І. Бушкова, Б. М. Козлов, В. А. Цибульник) та декоративно-прикладному мистецтві (Г. П. та Є. Н. Ємельянови, Ю. І. Кропачев, З. М. Лебедєва, А. В. Пілін, Б. Л. Степанов, В. І. та І. В. Чадини). Замість поодиноких, локальних творів, які прикрашали будівлі, художники стали створювати комплексні проекти естетичного насичення інтер'єрів та екстер'єрів з використанням усіх засобів художньої виразності і техніки — В. І. Биковський, Г. А. Галанін, В. С. Лукьяненко, С. С. Медведєв, В. В. Окунь, Г. А. Слюсарєв, В. П. Чувашев.
З 1988 року в художньому життя Удмуртії все активніше почали брати участь послідовники авангардизму, які внесли в цілому свіжий потік у розвиток зображального мистецтва Удмуртії. Мистецтво Удмуртії попервах вивчалось виключно в контексті етнографії (наприклад, Кузебай Герд. «Мистецтво в побуті вотяків» Іжевськ, 1929). Епізодичні рецензії і статті не претендували на наукове визнання і розкриття художньої своєрідності творів мистецтва. Перші професійні мистецтвознавці-вчені з'явились в 1960-ті роки — Т. О. Лебедєва, А. І. Поляк. Активно працюють також В. О. Гартіг, А. М. Єрмаков, В. Б. Кашаєв, К. М. Климов, Н. А. Розенберг, Є. Ф. Шумілов. Переважають праці з удмуртського мистецтва, професійного живопису та архітектури.

### Театральне мистецтво

#### Балет
Основні форми удмуртської хореографії відносяться до глибокої древності. Тісно пов'язані з релігійними обрядовими культами, ритуальні танці разом з молитвами та жертвоприношеннями виконувались з магічною ціллю і були покликані задобрити богів та духів. Сліди ранніх форм танцю, пов'язані з дохристиянськими віруваннями удмуртів, зберігаються в обрядовому синкретичному мистецтві до початку 1920-х років. В сучасний час багато обрядів і магічних прийомів втрачають першочерговий смисл, і магічна функція трансформується в розважальну, а сам танець починає функціонувати поза обряду і виконуватись на будь-якому святі або гулянні під час загальних веселощів.
В 1920-х роках, коли в Удмуртії створюються перші аматорські художні колективи (драматичні, хорові, танцювальні гуртки в клубних установах, навчальних закладах), традиційний танець входить як обов'язковий елемент в спектаклі, концертні номери. З організацією в 1931 році удмуртського професійного драматичного театру національний хореографічний матеріал, поряд з пісенним, перероблюється композиторами. В спектаклі «Зибет зурка» («Іго здригується») та «Кезьыт ошмес» («Холодний Ключ»), поставлені в 1936 році за п'єсами Михайла Петрова та Гната Гаврилова, музика Миколи Голубєва, танцювальні номери увійшли як складові елементи сценічної дії. Традиційна хореографія знаходить своє відображення в музичних драмах «Камит Усманов» Миколи Греховодова (1941) та «Аннок» («Гануся») Ісая Галкіна (1941), створений на лібрето Гната Гаврилова, в музичній комедії Миколи Греховодова «Сюан» («Весілля»; 1946), літературною основою якої стала п'єса Василя Садовникова.
Традиції музичної національної хореографії, закладені російськими музикантами, з початку 1960-х років визначав основу великих музичних жанрів, початківцями яких стали удмуртські композитори — опера «Наталь» Германа Корепанова (1961), опера-балет «Чипчирган» («Свирель»; 1964), опери «Росіянка» (1967), «Змова» (1987) Геннадія Корепанова-Камського, «Бунт» Германа Корепанова та О. Г. Корепанова (1980), балети «Італмас» (1961), «Сюлэм гур» («Поема про кохання»; 1965) Геннадія Корепанова-Камського, «Героїчна симфонія» Германа Корепанова (1967).
В розвиток балетного мистецтва республіки значний внесок внесли балетмейстери Л. І. Бордзиловська, В. Н. Буланов, А. А. Голишев, А. І. Курбатов, В. В. Нікітін, Г. Н. Рубінська, І. С. Сергєєв, С. М. Тулуб'єва, С. Г. Шмагін; танцюристи С. А. Афанасьєва, В. А. Демьянов, М. Н. Кузнецова, Т. С. Михайлова, В. В. Морозков, Г. І. Рижикова, Ю. П. Таранова, І. В. Токмаков, І. К. Шкрабов, Г. М. Шулунова, А. Г. Щочев.
Вагомий внесок в розвиток та пропаганду удмуртського хореографічного мистецтва вніс Державний хор та ансамбль танцю — нині ансамбль пісні і танцю «Італмас». В довоєнний період балетмейстерами Л. І. Шолоховим та Р. Е. Ардевіліо на традиційній основі створені яскраві танці «Ули-ули», «Ялыке» («Давайте танцювати»). В 1950-ті роки А. І. Бондарєв створює нині широковідомі танці «Чабкыса эктон» («Танець з плесканням»), «Жингыртыса эктон» («Танець з дзвіночками»). Серед інших танців, які отримали широке глядацьке визнання, — «Тыпыртон» («Перепляс»), «Югдон» («Світанок»), «Эх шу, жингыр шу», «На лавці», «Кізнерська кадриль» та інші. Над сценічною переробкою та створенням плідно працюють В. Є. Старіков, А. Г. Щочев та інші.
В 1970-1980-ті роки в репертуарній політиці балетної трупи ансамблю помітним є прагнення до створення на основі елементів традиційної хореографії значних творів, які відображають сучасний побут та культуру удмуртського народу. Найвідоміші серед них «Турнан дыр» («Сінокіс»), «Веселе весілля». Сучасні танці, відрізняючись динамічністю, яскравістю, не втратили народні основи, органічно увійшли в музичні твори великих театральних форм, в репертуар ансамблю «Італмас».

### Радіо та телебачення
В Удмуртії діють 1 державна та 2 комерційні телерадіокомпанії, найбільша з яких Державна телерадіокомпанія «Удмуртія» створена в липні 1991 року. Вона є правонаступницею Державного комітету з телебачення та радіомовлення Удмуртської АРСР. Це єдиний творчий виробничий колектив, який здійснює інформаційне, публіцистичне та художнє мовлення удмуртською, російською та татарською мовами.

#### Радіомовлення
З 5 листопада 1932 року на хвилі 363,6 м почала свою роботу перша удмуртська радіостанція РВ-78, тоді по ній прозвучала перша радіопередача удмуртською мовою. На сьогодні об'єм місцевих радіопередач Удмуртського радіо становить приблизно 7 годин на добу, в тому числі 3 години на власному каналі удмуртською і російською мовами та 40 хвилин на тиждень — татарською мовою. Були встановлені дружні зв'язки з іншими республіками та областями Російської Федерації. Щотижня в радіоефір виходить радіожурнал семи республік «Між Волгою та Уралом». В 24 районах Удмуртії працюють місцеві радіоредакції, які оперативно інформують слухачів про новини району.

#### Телебачення
Перша телепередача Іжевської студії телебачення пройшла 4 листопада 1956 року. Після закінчення будівництва Іжевського телецентру з червня 1957 року почалось регулярне мовлення — 3 рази за тиждень, об'єм мовлення склав 289 годин. В 1958 році мовлення збільшилось до 4 разів на тиждень, а об'єм мовлення склав 650 годин. 16 березня 1962 року вступила в дію радіорелейна лінія і телеглядачі отримали можливість переглядати програми Центрального телебачення.
В кінці 1980 року в Іжевську був відкритий новий телецентр, передачі почали транслюватись в кольорову вигляді. На сьогодні мовлення ведеться на 2-х каналах: 10-му та 34-му. Власний середньодобовий об'єм передач становить 2 години 5 хвилин. За роки існування телецентру були проведені телеконкурси сільських районів «Хто з 25?» (1988—1990) та «Сімейна карусель» (1992), в останньому взяли участь близько 400 родин. В 1992 році в ефір вперше вийшла програма «Урал-ТБ». Її авторами стали тележурналісти із Челябінська, Єкатеринбурга, Оренбурга, Тюмені, Кірова, Пермі та Іжевська. В грудні 1992 року були організовані регулярні телепередачі «Фіно-угорський світ» за участі ДТРК «Марій Ел», «Мордовія», «Комі Гор», «Удмуртія», «Карелія», «Югорія», та міста Перм. У вересні 1995 року телепрограма «Без піджака» (1993—1995) стала призером Міжнародного фестивалю телепрограм «Оксамитовий сезон». В 1995 році ДТРК «Удмуртія» взяла участь в Першому Міжнародному фестивалі фільмів корінних народів, який проходив на Аляскі, США. Серед комерційних телеканалів в Удмуртії існує ВАТ «Новий регіон», серед акціонерів якої АТ «Удмуртенерго», АТ «Удмуртліс», АТ «Іжевськгаз», АТ «Аспек» та інші.
У вересні 1994 року Уряд Удмуртії прийняв програму створення власної телерадомовленевої мережі. Перші кроки в її реалізації — встановлення та робота передавачів на дециметровому телеканалі. В листопаді 1996 року був відкритий радіоканал «УКХ-канал», який дозволяє мовити в стереоваріанті.